# Everything after all
Everything after all is een verzamelalbum van Excelsior Recordings uit 2006.

## Samenstelling
In 2006 bestond Excelsior Recordings 10 jaar. Om het jubileum te vieren, werd besloten een compilatiealbum uit te brengen. Op dit album moest van iedere artiest die tot dan toe voor het label had opgenomen één nummer komen te staan. Ferry Roseboom vroeg voor de samenstelling van het album DJ St. Paul, die, onder andere tijdens De Avond van het Kippenvel, regelmatig pleitbezorger is geweest voor Exceslsior-artiesten. Voor zijn selectie gebruikte hij de volgende criteria:
1. Het kloppen van het hart
2. De gebruikelijke compilatie-wiskunde: opbouw, originaliteit, ETC!, ETC!, ETC!
3. High Fidelity romantiek en de illusie van elke muziekneuroot het beter te weten
4. Hulp van boven

Na twee weken had hij een lijst af, die hij overhandigde aan Roseboom. Het album werd door tekenares Lotte Klaver voorzien van artwork. Als titel werd Everything after all gekozen, naar het nummer van Bauer dat op de compilatie opgenomen is. Op 22 mei 2006 kwam het album officieel uit. Het album was te koop voor de prijs van 5 euro en werd weggegeven bij aankoop van een andere Excelsior-plaat.

## Tracklist
1. December van Johan
2. I'm over you van Simmer
3. Ronnie gaat naar huis van Spinvis
4. For our gracious hearts van Scram C Baby
5. Speech van LPG
6. Ocean sounds van Caesar
7. Tonight van GEM
8. Fine van Supersub
9. Organ donor van Lefties Soul Connection
10. Lieverd van Vinkenoog/Spinvis Combo
11. Everything after all van Bauer
12. Cinnamon van The Heights
13. Cherry blossom van Benjamin B
14. Tools R us van Daryll-Ann
15. Two sides van Do-The-Undo
16. Perfection van Sergeant Petter
17. Hilo de seda van The Herb Spectacles
18. Versmobielondernemer van Meindert Talma & the Negroes
19. Ma fois van Speed78
20. Short leave van Alamo Race Track
21. Orange van Hallo Venray
22. House of sin van zZz
23. Boys van Solo een cover van Sabrina
24. All's well (that ends well) van The cat-a-day tales